# Plectus annulatus
Plectus annulatus är en rundmaskart som beskrevs av Maggenti 1961. Plectus annulatus ingår i släktet Plectus och familjen Plectidae. Inga underarter finns listade i Catalogue of Life.